# 香港反法大罷工

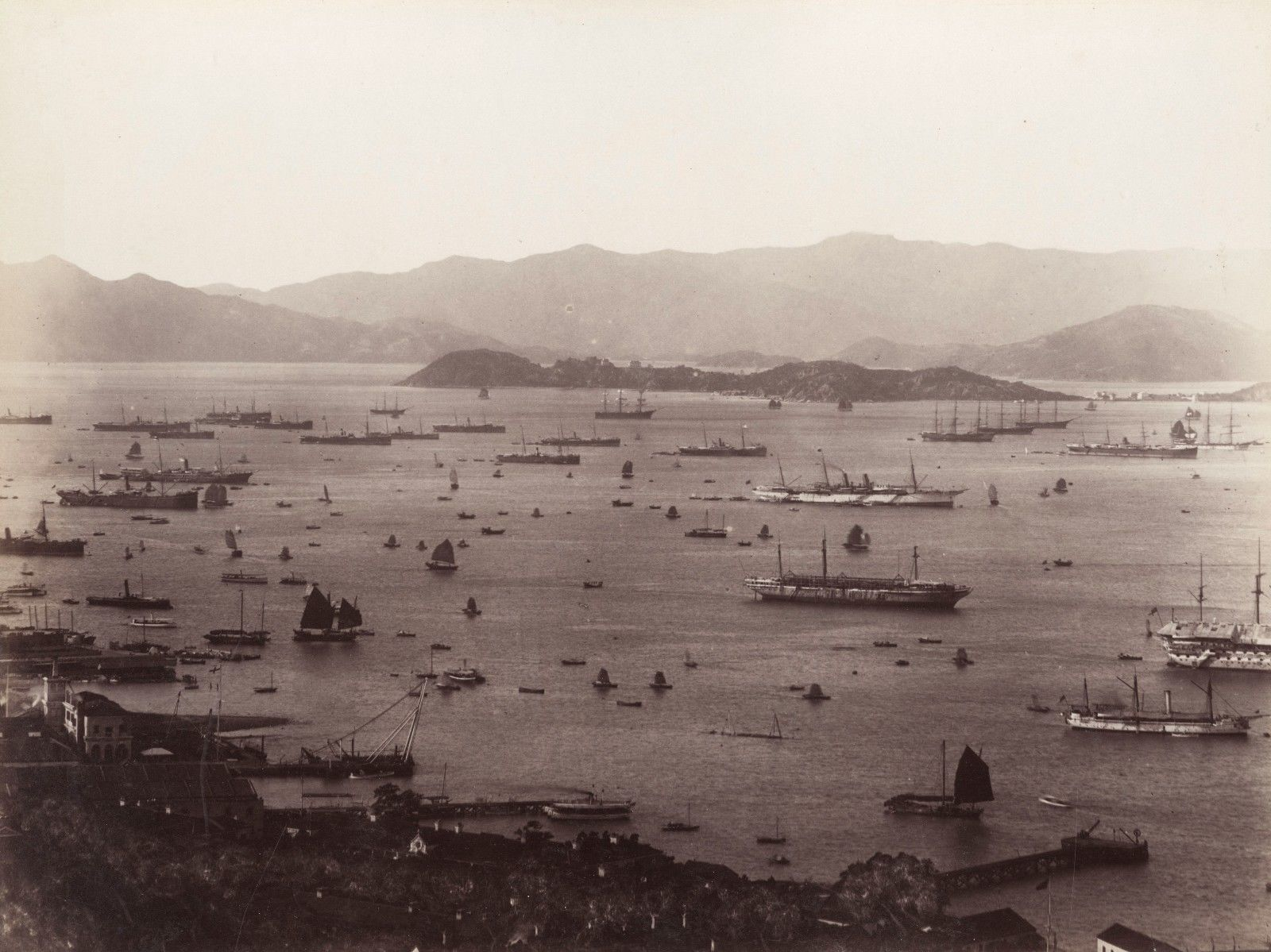
1880年代維多利亞港西面入口，大型船隻停泊在海港，由船艇運送物資

香港反法大罷工（英語：The 1884 Strike of Hong Kong）是香港開埠初期歷史中一項社會運動，發生於1884年9月至10月。在中法戰爭的影響下，香港工人拒絕為法國軍商業組織提供服務。不合作運動在香港殖民地政府壓制下演變成大罷工，由零星衝突發展成暴動。罷工和暴動期間，香港市面蕭條，貿易全面停擺。
促成罷工運動有多個因素，其中包括戰爭形勢在香港的傳播、廣東政府發出的諭示和香港政府的打壓，事件中亦涉及香港華人領袖階層、三合會工會和低下勞工階層所作出的不同程度影響。暴動的發生驚動清政府和英國政府，一度成為國家層面的外交問題，加上各方經濟利益受損令到各方致力將局勢降溫，最後結束罷工。
運動的起因、罷工的動機、暴動的責任在中英官方和民間各有不同的描述和觀點。此事件並不及20世紀香港其他同類型事件般被留意和研究，亦沒有被香港教科書所提及，被大多數香港人所淡忘。直至20世紀末，不少學者從史料當中研究此次大罷工對香港華人的身份認同、政治參與、勞工主義、民族主義、反帝國主義等思想的影響。

## 背景

### 香港早期社會和工運發展

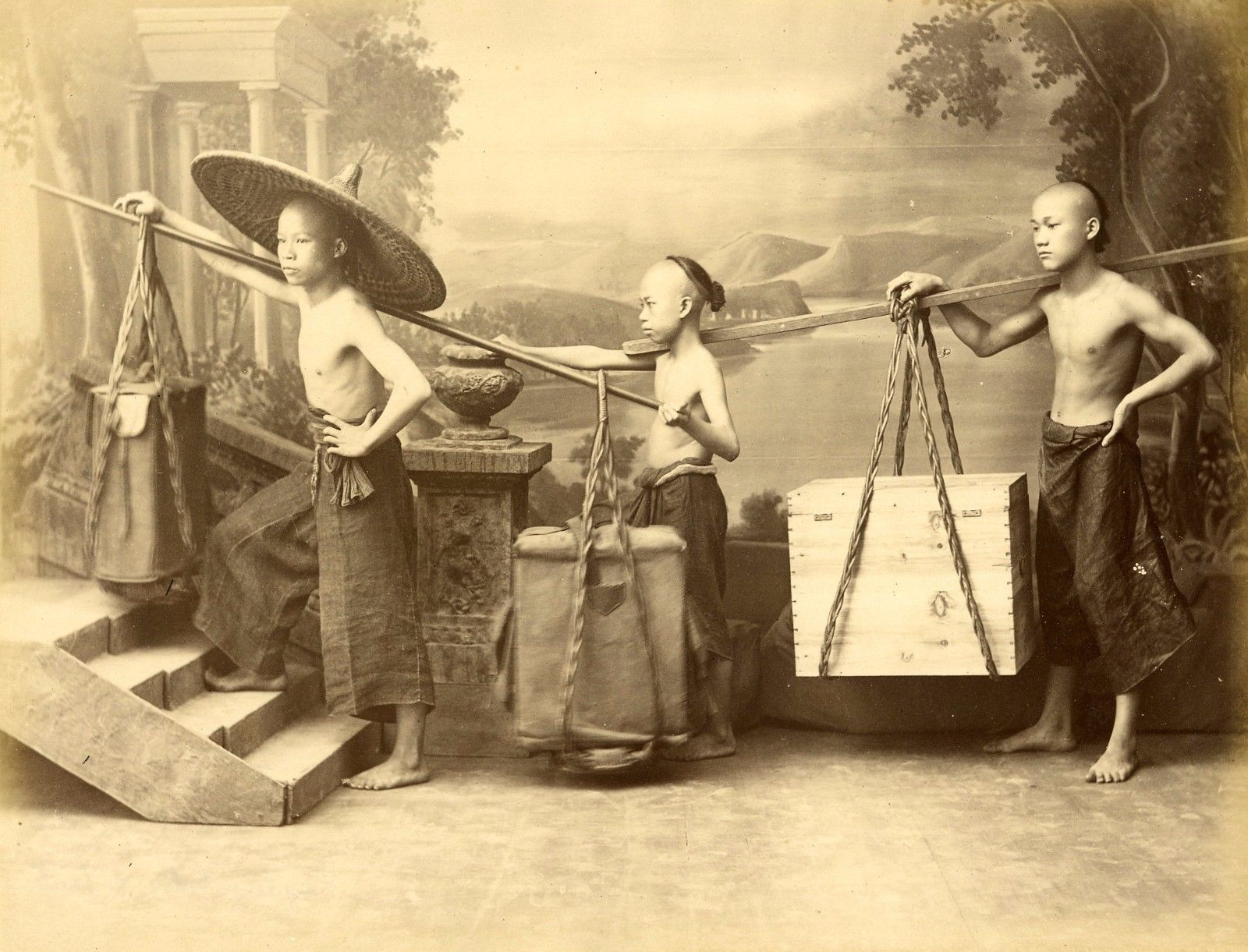
香港咕喱

至1881年，香港已有超過150,000華人定居，佔總人口超過90%，其勢力足以影響殖民地的日常運作。在洋行擔任買辦或自立商號的華人精英，建立南北行公所和東華醫院等組織，成為香港社會與香港政府及清政府之間的橋樑，從中發揮其政治影響力。低下階層在各行各業謀求生計的同時，亦開始為個人和群體爭取權益。
自香港成為英國殖民地後，工人已開始組織工會並就抗議惡法實施而罷工，包括1844年反人口登記法罷工、1862年艇戶抗議發牌、1863年轎伕抗議發牌罷工、1872年咕喱反對徵收咕喱館登記費、1883年小販和人力車車伕與警察發生衝突，以及1884年8月反人口登記法罷工。這些罷工運動大多集中於某一行業、某一族群。在政治方面，早在第二次鴉片戰爭時，香港發生沙井練勇和毒麵包案等反英事件。但在戰事期間，香港市面仍然如常運作，沒有工人拒絕為英國和法國人工作。這次大罷工是香港首次發生的大型社會運動。

### 中法戰爭形勢

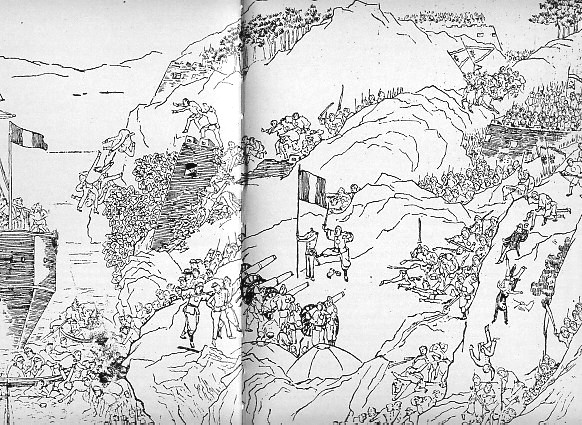
法軍登陸基隆

19世紀下半葉，法國開始侵入中國傳統的屬國越南。1883年12月，法軍進攻駐紮在越南紅河三角洲東京的清軍並佔領該地，中法戰爭不宣而起。1884年5月11日，李鴻章與法國代表福祿諾在天津簽訂了《中法會議簡明條約》，同意清軍自東京撤兵，以換取進一步通商來往和邊境安定的承諾。6月23日，法軍到諒山附近的北黎接防，要求清軍立即退回中國境內，但清軍要求法軍向北京發電要來命令才能執行。法軍強硬前進到清軍陣地，清軍開火，造成「北黎事件」，法軍死24人，清軍傷亡三百。
法國隨即多次照會清廷要求所有清軍從越南撤出，並賠償軍費兩億五千萬法郎。慈禧太后派兩江總督曾國荃於7月下旬在上海與法方談判未果，雙方重啟戰端。
8月5日，法國艦隊強攻基隆，將戰事擴大至越南境外的台灣海峽，但法軍登陸基隆後不敵清軍而撤退。8月23至26日發生馬江之役，駐福建馬尾的福建水師主力被殲滅，9艘戰艦沉沒，30餘艘戰艦受損，造成1,796人死亡，3,000餘人受傷。
作為英國殖民地和一個位於中國沿海的中立港，香港扮演著一個特別的角色。所有國家，包括法國和中國都能透過香港索取有用資源。香港是法軍的修船補給的中轉站，同時是廣東軍隊購買軍火及獲得銀行貸款的來源地。

### 廣東政府諭示和報章傳播

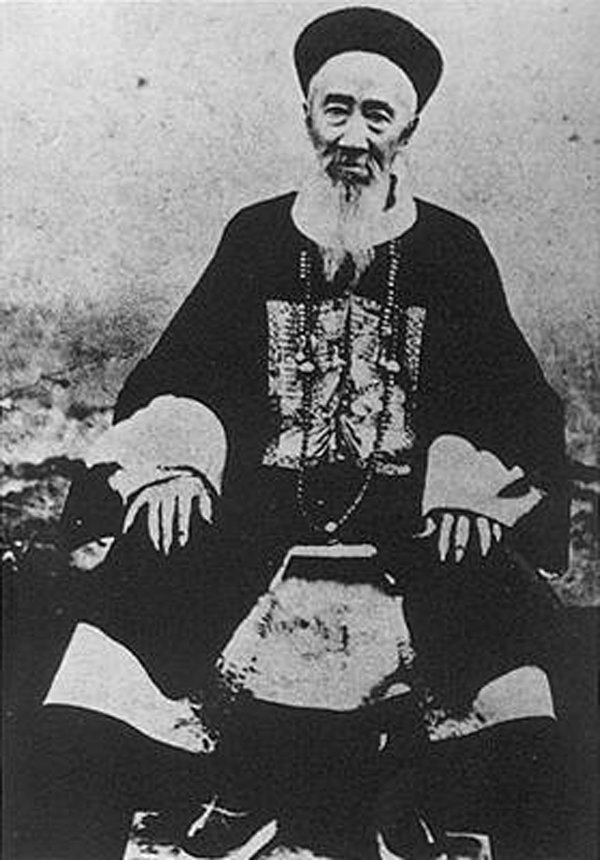
張之洞

兩廣總督張之洞、兵部尚書彭玉麟、廣東巡撫倪文蔚等人因擔憂法軍即將進攻廣東，為了鼓動海外華人與國家站在同一陣線對抗外敵，對法軍造成破壞，並增添輿論壓力，在8月至9月中發出多項諭示，包括8月21日的《嚴禁漢奸示》、8月30日的《懸賞示》、9月9日的《諭沿海居民出洋華人立功優獎示》、9月12日的《禁漢奸受僱當兵及為法人修船示》，警告向沿海居民、出洋華人不得幫助和接濟法軍，不可為法軍工作，並對破壞法軍船隻物資、毒殺法軍的人予以獎賞，否則視為漢奸，以謀叛罪懲治，親屬一併連坐處分。
8月23日馬江之役，福建水師大敗的消息很快傳至香港，亦有從福洲等地逃到香港的難民作親身見證戰況。廣東政府驅逐在粵法人，上海、廣東多地發生多宗反法衝突事件，教堂遭到破壞，不少廣東人民因擔憂法軍準備進攻廣東而走難，船票一掃而空。香港《華字日報》的社論曾建議清政府懸賞法軍的人頭，遭香港政府警告。
廣東政府的諭示被香港多間華文報紙刊登，包括《循環日報》、《華字日報》、《維新日報》、《中外新報》、《新華日報》、《衛生日報》和《文摘週報》等。由於港澳華人與清國的聯繫仍然十分緊密，很多人在廣東有家室、財產和業務，諭示對他們有或多或少的影響。香港政府擔心諭示會對香港華人社會產生不良作用，要求張修改諭示措詞，但張拒絕並作出辯護。9月25日，香港政府針對清政府諭示鼓吹華人毒殺法國人一點，以「煽動謀殺」罪名起訴登出諭示的華字日報的主編，但政府最後敗訴。

## 經過

### 不合作運動

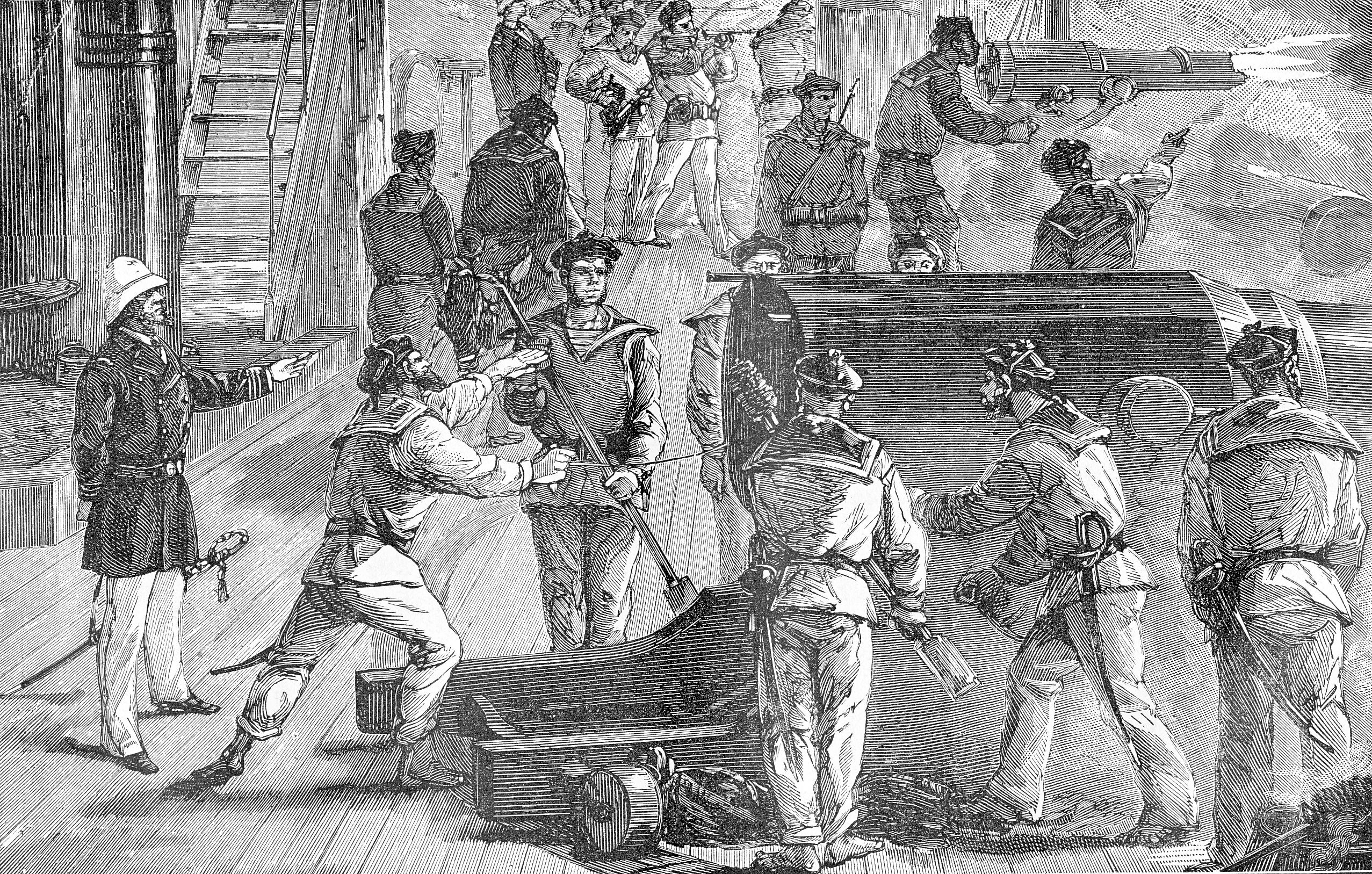
正在炮轟基隆的拉加利桑尼亞號

9月3日，因參與炮擊台灣和福建沿岸而受損的法國軍艦拉加利桑尼亞號（La Galissonnière）抵達九龍黃埔船塢作維修，英軍鳴禮炮迎接。9月7日，法軍將領利士比登岸辦公，在廣東政府的懸賞令威脅底下，香港政府因擔心其人生安全而安排警員護送。9月11日起，船塢工人拒絕修理軍艦。9月14日，法國軍艦亞爹蘭號（Atalante）在長洲海面截停往來香港和台山的廣海號輪船，並以懷疑該船是海盜船為由，將原用作防衛海盗的八尊舊槍炮掉進海中，同日抵達黃埔船塢，同獲英軍鳴炮迎接。香港工商界對法軍非法搜查香港船隻表示震驚，擔心海港會被法軍封鎖，影響香港日常供應。油漆工亦拒絕為另一艘屬於法國輪船公司（Messageries Maritimes）的郵船和路加號（Volga）髹油。法軍於9月18日收到消息，指有船塢工人計劃破壞拉加利桑尼亞號，於是尋求英方保護，政府派出兩艘消防輪在船塢通宵戒備。
船塢工人的罷工行動激起其他行業仿效，自9月中起，有咕喱集體拒絕為法船運煤。有多間華商拒絕向法國人出售煤炭和軍火。
9月22日，法商雲順諾（Francis Vincenot）在中環海傍欲租用駁艇將牛隻等物資運上法國軍艦，遭多家艇戶以船太小或已被僱用為由拒載。他控告五家艇戶拒絕提供服務，其中四家艇戶於9月26日被罰款港幣五元，金額差不多等於工人一個月的工資。9月26日，11家艇戶拒絕為法國輪船公司郵船地氈拿號（Djemnah）卸貨，其中8家艇戶同於9月29日被罰款五元。在法庭內，有船伕作供指他被廣東的政府人員以對其於廣東的親人不利作要脅，逼迫他們拒絕為法國船隻工作。在法庭外，香港政府的無理懲罰被視為是對反法行動的強烈打壓，工人的怨氣急升，各幫派組織聯合籌劃更大型的罷工行動，將針對法國船隻的行動升級至針對所有外國船隻。

### 大罷工

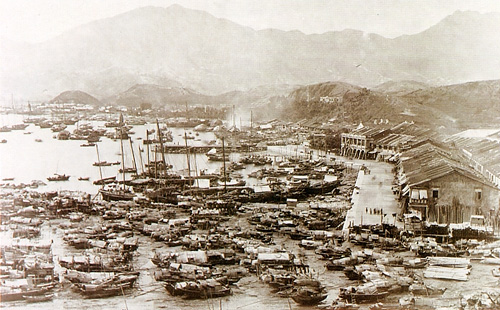
1880年代油麻地海傍，現今新填地街和甘肅街交界一帶

9月30日，香港艇戶發起大罷工，包括洋行僱船在內的船艇集中開往對岸華人聚居的油麻地停泊，港島岸上的碼頭咕喱亦響應加入罷工。平日車水馬龍的維多利亞港頓時變得死寂一片，所有載人載貨活動停擺。有數艘艇戶仍然繼續接單，拒絕罷工。下午，近千名群眾聚集於西營盤海傍，向拒絕罷工的艇戶擲石，並將船艇駛走，中區警署的警察到場驅散滋事份子。在中環畢打碼頭和林柏碼頭（現今安樂園大廈和大昌大廈），只剩下包船停靠，其他舢舨不見其蹤。晚上，有人在雲順諾位於中環砵甸乍街街口的商鋪外貼上告示，恐嚇炸毀該舖，並警告華人員工盡快離開。另外，在皇后大道西則有告示控訴政府對拒絕為法國人工作的艇戶罰款不合理。

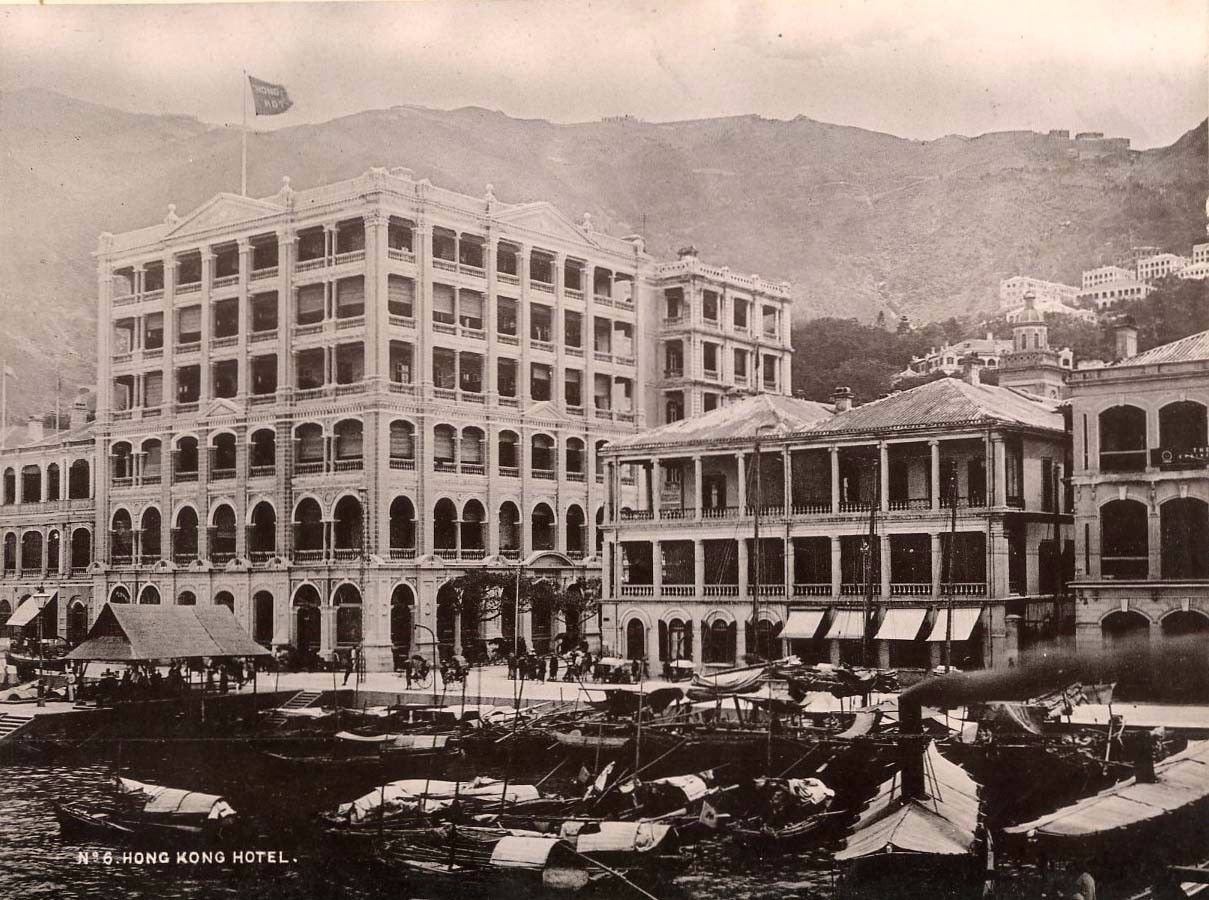
1880年代香港大酒店和岸邊載人載貨的艇戶

10月1日，罷工持續，只有在東角有數艘船艇營業。身處香港的法國駐上海總領事林梅（Maurice Lemaire）準備前往越南就職，香港大酒店的員工拒絕為他服務，船艇拒絕接載，香港政府唯有派出政府駁船送他上船。下午，政府在行政局會議中商討應如何平息事件，其中有官員提議退回罰款，但署理港督馬師否决了這方案，認為不應干涉巡理府的判決。另一方面，署理華民政務司駱克多次接見艇戶及艇户頭人，實行軟硬兼施，希望說服艇戶復工。
10月2日，罷工持續。艇戶堅持有選擇不工作的權利，並要求政府退還罰款。畢業於拔萃書室、懂英語的工人代表賴忠到水警處及船政廳向警察爭取釋放被捕的艇戶，但警方指被捕者違反商船條例為由，拒絕放人。在罷工組織的基礎下，賴忠當時聯合香港其中12個工人幫會成立和合圖，組織運作至今。

### 暴動

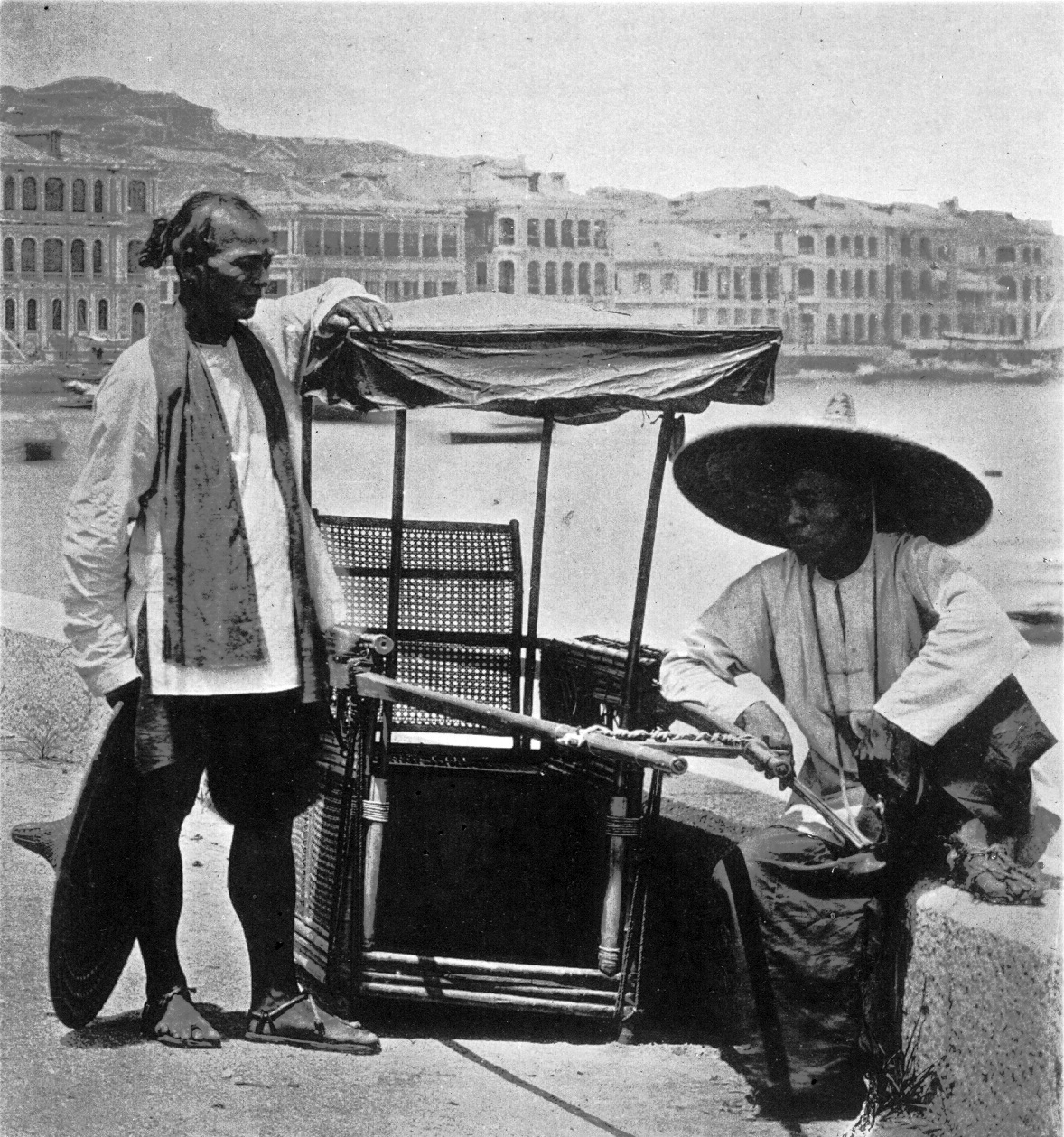
海傍轎伕

10月3日清晨，停泊在九龍華界附近的艇户準備復工，重新為法國人以外的船隻工作，警隊早已在場戒備。艇户駛近西營盤時，遭岸邊大批碼頭咕喱擲石、磚頭和雜物，以阻止他們泊岸，連垃圾船亦被波及，艇户唯有駛回九龍。警察拘捕一名擲石者，但他的隊伍被大批群眾包圍和毆打，試圖救出被捕者，警察帶同被捕者撤至西區警署。
這群咕喱隨即到西區的主要道路上將轎子、人力車翻倒，阻止轎伕、車伕為洋人抬轎拉車，在西營盤至上環一帶襲擊在街上遇到的洋人、轎伕和車伕，洋人酒吧被迫關閉。在上環，有兩名洋人包圍毆打，兩名坐轎的督察和衛生幫辦被示威者擲石和毆打，他們需躲進皇后大道中332號 Land We Live In 酒店避難。一名警長上前協助拘捕一名示威者，但亦被其他示威者包圍毆打。在廣東碼頭（現今林士街停車場）外，英國貨輪寧波號一名輪機工程師被群眾拉出人力車追趕，他躲進一間店舖避難，群眾在門外叫囂和擲石。他被群眾拉出店外毆打和奪去財物。
早上8時，一名警長率領6名錫克警察，到掘斷山街驅散示威者。示威者向警察擲石並向西推進，警察向示威者員開槍約二十發還擊。由於警力不足以應付群眾數量，加上有警察被搶去槍支和彈藥，遂撤退至西區警署（現今西區裁判法院），向中區警署要求增援。衝突中有一名年約16歲的示威者中槍死亡，腦漿遍地，另外有5名錫克警受傷。英國海外傳道會醫生何達（Dr. Edward George Horder）在皇后大道西被一群示威者擲石和毆打，差點被勒死，示威者們爭奪他口袋裡的金錢，身負重傷的他乘機向東面逃去，在掘斷山街交界的獲增援的中區警署警員拯救並護送到國家醫院救治。
早上11時，西區警署集合尚餘的警察再次出動，向東驅散示威者。中區警署派出大量警員增援，經閣麟街和皇后大道西向西掃蕩。衝突再起於皇后大道西和掘斷山街交界，警隊把示威者驅散上掘斷山街，但群眾佔據水坑口大笪地高地和附近唐樓的騎樓叫口號和擲石，在大笪地附近，一名印籍騎警墮馬，他立刻跳上馬圍繞奔馳，向群眾揮舞佩刀。有一名黃埔船塢工人見到他把一名襲擊者的頭斬掉，但在官方報告沒有此紀錄。暴動形勢在下午1時左右受到控制，警察在大笪地拘捕28名示威者，其他示威者往山上華人區域逃去，躲藏於多所咕喱館裡。事件中估計有多人受傷，中區警署有兩警受傷，一名華人更練受重傷。
同於11時，馬師收到消息後立刻召開緊急會議，要求軍部支援，並決定對被捕示威者立即進行審判。兩隊駐紮在美利兵房的英軍帶備刺刀槍枝在皇后大道西巡邏但沒有嚴重衝突發生，有人在屋內和街角向軍隊擲石和吐口水。 午間，大道兩旁店舖的外牆遺下告示，號召洋行旗下的艇户和咕喱加入罷工，有人威脅會於當晚燒毀城內三個地方。港島西區一帶的店鋪大部份全日關閉。
下午4時，28名被補者在巡理府受審，首8名被告被定罪，6人判監禁12個月，另外兩名青年被判監禁6個月。警察搜查皇后大道西的華人店鋪，將藏於店內的火藥充公，有漁民慣用火藥作爆破捕魚，有三人因非法管有火藥被罰款三元。
晚上，100名英軍駐守東華醫院，警員在街上巡邏，水警監視海面，防止混亂持續。政府禁止中秋節巡遊活動，但有些地方仍照舊舉行。
身處廣州的張之洞被指一直透過東華醫院領導何崑山、羅壽嵩觀察香港形勢和接收匯報，彭玉麟被指亦與港九三合會組織有聯繫。當日，張之洞擔心事情失去控制，影響廣東的軍需運輸，急發電報指示東華醫院領導層「適可而止」。
香港政府透過英國駐北京領事白加士照會清廷抗議廣東當局的諭示，總理衙門頒布一篇詔令責廣東當局為香港局勢所帶來的影響。張之洞回應總理衙門質詢，指出他自己並沒有在香港發布諭示，官員亦不會要求工人罷工而令他們失去收入。相反，罷工行動純粹出於愛國，而且是自發的。翌日，香港政府貼出告示指張之洞的諭示無效，希望工人盡快復工。

### 零星衝突
10月4日，大部份工人繼續罷工，大街上有大批警察和軍隊巡邏，昨日的衝突地點掘斷山街和大笪地變得水靜鵝飛。有舂米工、灣仔運煤工亦罷工，米價隨即上漲。堅尼地城屠房（現今堅尼地城遊樂場）工人收到三合會份子的警告，一度準備停工，直至西區警署派隊來保護才能開始工作。普遍地區的轎伕和車伕已全面復工，但市面仍然有零星暴力事件發生，包括多宗向艇戶和洋人的擲石事件。華商登報勸喻艇戶和咕喱復工，認為不做生意對誰也沒好處。早上，一批咕喱聚集，準備破壞位於中環街市旁、賣煤給法國船隻的榮記商號，警察聞訊趕至驅趕人群。有人從興隆街衝出皇后大道中襲擊私家人力車的車伕和乘客，有兩人被捕。在西營盤，有車伕被數人毆打，遭洋人乘客鳴槍警告驅散。當日和10月6日，有華商不為從基隆來港補給的的法國軍艦提供物資。法國傳道會難以從華商處取得食糧和物資。

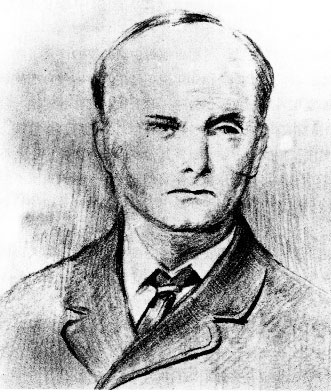
署理香港輔政司史釗域

當日，東華醫院領導何崑山和李德昌召集約20名街坊領袖在南北行與組織罷工的咕喱頭和艇户頭人開會，希望勸導艇户和咕喱復工，他們承諾向政府要求取消罰款，並保證不會強迫工人為法國人工作。他們亦有邀請署理輔政司史釗域出席會議，但被拒。史釗活認為駱克已可以直接接觸到艇户，無須倚靠華人領袖勢力。
史釗活在下午召開另一個會議，邀請華籍太平紳士和東華醫院董成事局成員出席，他們沒有向官員轉達取消罰款的要求。仁記洋行買辦、東華醫院創院人梁安為政府起草了一份公告，並提議東華醫院董事在醫院大門外勸喻工人復工，被史釗活拒絕，認為東華醫院在事件上沒有角色可扮演，亦不應再組織公眾集會，增添混亂。與會者認為可以直接用東華醫院的名義發出公告，史釗活強烈反對，批評東華醫院試圖從政府手上奪取管治權力。經多番商討，史釗活最後同意華人領袖以非官方名義和在沒有任何承諾下發表公告，勸喻工人復工。
同日下午，馬師親自出動會見艇户頭人，並向他們保護艇户復工後的人身安全，他們表示仍感擔憂。馬師暗自認為他們只是藉詞推搪，似乎是在等待某個指令去決定是否復工。他亦透過駱克向工人轉達，願意復工的人經上訴後可能獲取消罰款，但無人理會。 馬師在事後推論，可能已有組織將罰款退還給艇户，而香港每日雜報則推測是東華三院董事會為了平息事件所為。 在事件期間，律政司和政府內部官員曾多次就罰款的合法性向馬師表達擔憂。根據1858年第8號條例的第17節，在沒有合理理由下，艇戶拒絕以正常收費水平為客戶工作會遭罰款（…and no such person shall refuse, without reasonable and sufficient cause, to accept employment according to his scale…），但艇戶罷工的理由並非出於服務收費的問題。馬師在事件後亦向英國外交大臣承認港幣五元的罰款高得不合理，外交部更強烈建議將罰款退還。

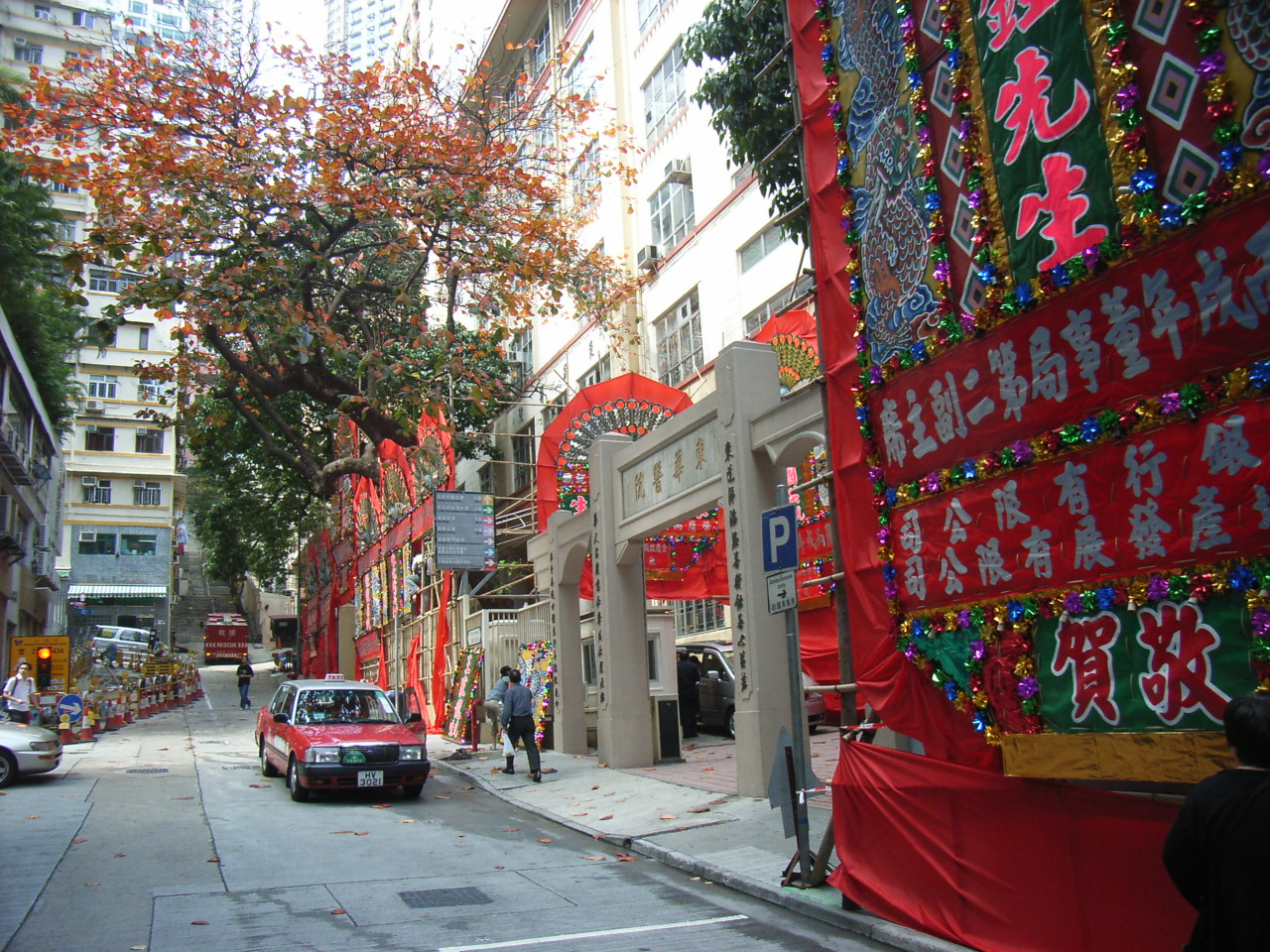
現今東華醫院

10月5日，海傍出現大批由「眾街坊」署名的告示，指經過與眾商號商討後，所有艇户應在即日早上復工。英國貨船漢口號由廣州抵港，船伕和碼頭咕喱拒絕為其搬運貨物，有警隊在場戒備以防事端。太古洋行五名華籍員工中到油麻地遊說他們的艇户回港島復工，承諾警方會派隊保護船艇戶。正午，大批艇户從九龍駛往港島，有大批群眾聚集在海傍，原駐紮在東華醫院的一隊英兵立即轉到船政廳外驅散群眾，有數名擲石滋事者被捕，局勢逐漸緩和。在灣仔，500多名咕喱手持竹棍聚集海傍，威迫今日復工的榮記商號工人罷工，其中一名被捕咕喱頭曾指「未得到南北行或東華醫院領導的指示前，工人不得復工」。一名洋人乘人力車經過海傍亦受襲。警察隨即逮捕兩名滋事者，驅散人群。晚上，有群眾在大笪地聚集叫口號，向到場驅散的警察擲石，最後警方拘捕三人，形勢再次平靜起來。
10月6日，有零星暴力事件發生，包括多宗擲石事件。早上，一名轎伕在西營盤被十數人襲擊毆打，當中三名咕喱和一名小販被捕。晚上，一名警員在皇后大道中313號附近被人從屋內擲石，五人被捕。有兩人因在船政廳東面的店舖天台向艇戶擲石被捕。
10月7日，市面大致平靜，警隊在街上巡邏，軍隊仍然駐紮在東華醫院。有人在皇后大道西海員之家（現今西區警署）附近向乘人力車的洋人擲石被捕。晚上，九龍三合會會眾集合船塢工人和咕喱，以「舞龍」為名，從紅磡遊行至油麻地，警察到場驅趕被示威者辱罵，因無法制止遊行而請求增援。遊行隊伍往華界深水埗進發，但被華官警告將以武力驅逐。稍後，尖沙咀警署援兵到場並宣讀法例，群眾散去。
10月8日，市面大致平靜，警隊已停止特別巡邏行動，軍隊只在晚上駐紮在東華醫院。有人在多處地方貼出告示，要求香港政府釋放被補示威者，否則對洋人不利。
10月9日，定例局召開緊急會議通過臨時法例《維持治安條例》，條例草案在前一日的下午才草擬完成，議員在開會時並未獲得條例草案的複印本。條例禁止華人携帶或藏有軍火、禁止所有人末經准許在公眾地方張貼中文文告。警察可在沒有逮捕令之下逮捕疑犯。條例亦授權港督未經定罪可把被認為是嫌疑分子和危險分子的人，驅逐出香港，五年內不得入境。條例有效期至翌年3月止。根據條例，政府要求遞解38人出境，但警方只找到其中7人，政府相信其他人已自行離境。幾日內，總共有16,000件不同類型的軍火被充公。
10月10日，再有暴動被捕者上庭受審，大部份由大律師何啟代表，然而有報道指出部份被告並不知道他們有律師代表。他們僅被判罰港幣20元或三個月苦工，比10月3日的判決為之輕。10月15日，再有多名於10月3日至10月5日被捕的示威者受審。
事件在隨後數天起已告一段落，艇戶無須警察保護，駐紮在東華醫院軍隊於12日晚撤走，但艇戶和碼頭咕喱對法國船隻的杯葛至少持續至11月。在《維持治安條例》下，有過百名三合會成員被逐出境。張之洞向英國駐廣州領事漢斯表示無意破壞香港穩定。1885年1月，香港政府嚴格限制經常前來香港的法國戰艦的停靠次數。

## 影響、觀點和評論

### 英方觀點

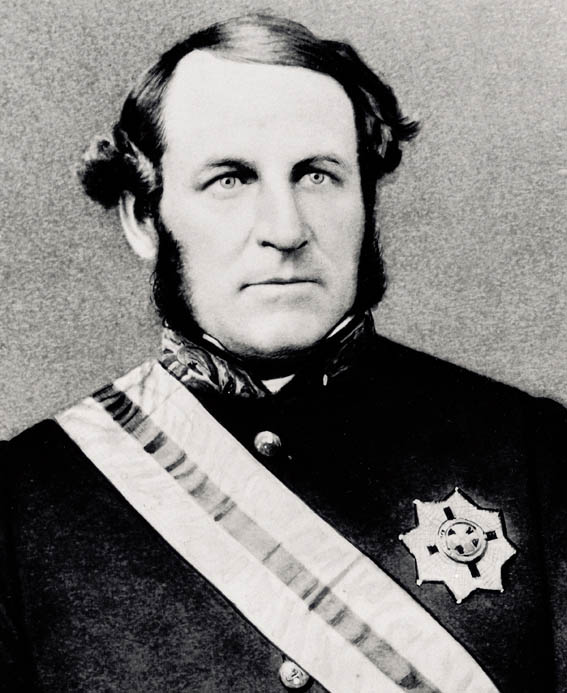
罷工期間在日本休假的香港總督寶雲

在罷工運動期間，香港政府和英文報章認為工人受到來自廣東政府和本地三合會工會的威逼利誘，加上社會上的排外思想影響而組織罷工和暴動。署理港督馬師指，運動得以結束並非因為政府，而是出於某個背後指令，而該方亦是引起混亂的始作俑者。 香港行政和立法當局意識到華人領袖組織試圖透過事件在華人社會中扮演管治角色，政府對此加以阻止。在英國，外交部和國會均質疑香港政府對艇戶罰款的必要性，認為此事是引發罷工的主要原因。
港督寶雲事後向英國外交部總結事件，他表示無論向工人、咕喱和艇戶提供多少工資，都沒有人願意為法國船隻工作。 他指10月3日的暴動對香港整體沒有永久或重大的政治影響，但他亦認為在本土報章和電報的傳播等因素下，此事件成為大眾民族主義思想的開端，是近代中國歷史的重要轉捩點。

### 華方觀點
從廣東政府的諭示，上海、廣州以至香港華文報章的報道看來，他們認為工人是基於愛國思想而進行不合作運動和罷工，事實上成功影響到戰爭中法國軍隊的後勤和補給。華人領袖組織的介入證明華人領袖除了商業和慈善活動外，對華人社會有重大的影響力。中國學者認為事件引證中國民族主義、反帝國主義的誕生、亦是中國早期勞工運動的重要事件。當時仍是學生的孫中山認為香港船塢工人拒絕為法國人工作非常勇敢，他亦知道米鋪和茶莊的成功抗爭故事，啟發到他投身革命活動。

### 香港學者觀點
本地學者認為，廣東政府的諭示、華文報章傳播的愛國思想和英政府對艇戶的懲罰，均是事件發生的起因。工人除了有廣東政府和三合會的影響，群眾自身的愛國思想才能令罷工大規模發生。而事件是基於香港政府、廣東政府、香港華人領袖、商號、低下階層生計等的共同經濟利益而結束。學者亦同意中法戰爭和罷工運動令香港從排外思想中孕育出國家民族主義。

### 三合會的參與
根據香港警察情報和華籍警察證詞，彭玉麟曾在廣州與13名三合會頭目接觸，懸賞三合會在香港破壞法軍船隻，並查出有哪些商號與法方交易貨物。由於三合會已滲透香港各工人階層，包括咕喱頭、咕喱館負責人在內都可能是領導罷工的單位。而廣東政府有否直接指令罷工和暴動則眾說紛紜，被捕工人之中並沒有人是三合會會員，但一名被驅逐出境的青年被指收取3,000元到港挑起反法事端，倫敦當局曾因此照會北京。1887年4月，定例局通過《第八號三合會和非法團體條例》，取代1845年的條例。在新例下所有工人組織均屬非法團體，一律予以取締，並加重刑罰。條例亦授權警察及太平紳士可以隨時進入被疑為正在舉行非法集會的任何屋宇和地方，逮捕所有與會人員。